# Бяла мухоморка
Бялата мухоморка (Amanita virosa) е смятана за една от най-отровните гъби в природата. Расте в широколистни, предимно дъбови гори, с богати почви от юни до октомври. Счита се за изключително опасна тъй като се бърка лесно с бели ядливи печурки от неопитни гъбари. Много автори я приемат като бяла разновидност на зелената мухоморка. Достатъчна е само малка част от гъба за да причини отравяне. Токсините съдържащи се в 5 грама Зелена мухоморка (Amanita phalloides) са достатъчни за да убият 70 килограмов човек . Смъртността достига над 80% тъй като отравянето причинява тежка мастна дистрофия на черния дроб, по-слабо изразена в бъбреците и миокарда . Характерно е наличието на светъл период след първоначалните симптоми през който отровения смята че е преживял отравянето.

## Вид
- Гугла:

Гуглата в младо състояние е полукълбеста до звънчевидна; развита е широко-дъговидна до плоска, тънкомесеста, 4 – 7 см в диаметър с гладък, заоблен ръб, чистобяла с жълтеникаво теме без остатъци от общото покривало. Във влажно време е лепкава, гола и гладка.
- Пластинки:

Пластинките са свободни, гъсти, въздебели, бели.
- Пънче:

Пънчето е цилиндрично, високо 8 – 10 см; диаметър 1,2 – 1,5 см. Първоначално е с влакнеста сърцевина, по-късно кухо, бяло, по повърхността с фини влакна като люспици, в горния край с чисто бял кожест висящ пръстен, в основата задебелено като луковица. Обхванато е от бяло (в горната половина свободно) неправилно разкъсано калъфче.
- Месо:

Месото е бяло, с доста силна миризма на ряпа.
- Споров прах:

Споровият прах е бял.

## Двойници
Отличава се от печурките, с белите си пластинки, белия споров прах и наличието на бяло кожесто калъфче в основата на пънчето. При печурките само при най-младите екземпляри пластинките са белезникави, но тогава липсва калъфче в основата на пънчето. При по-развитите екземпляри на печурката пластинките са розови, а у старите – тъмно кафяви.
A. verna се смята за разновидност на бялата мухоморка и е също така отровна. Други гъби с които се бърка лесно са A. phalloides var. alba, A. eliae, A. solitaria и други.